# Felsőgirda
Felsőgirda románul: Gârda de Sus, település Romániában, Erdélyben, Fehér megyében.

## Fekvése
Az Erdélyi-középhegységben, az Aranyosfői-jégbarlang közelében, az Aranyos folyó felső szakaszán, Aranyosfőtől nyugatra fekvő település. A településre jellemző a Szigethegység magasabb régióinak hagyományos település-formája; a házak szétszórtan helyezkednek el, háromtól tíz házig egy-egy tanyát alkotva. Itt tíz-tizenöt háztartás a hozzá tartozó tanyákkal együtt már falvakat képez. 8211 hektáron terül el és 18 falu tartozik hozzá.

## Története

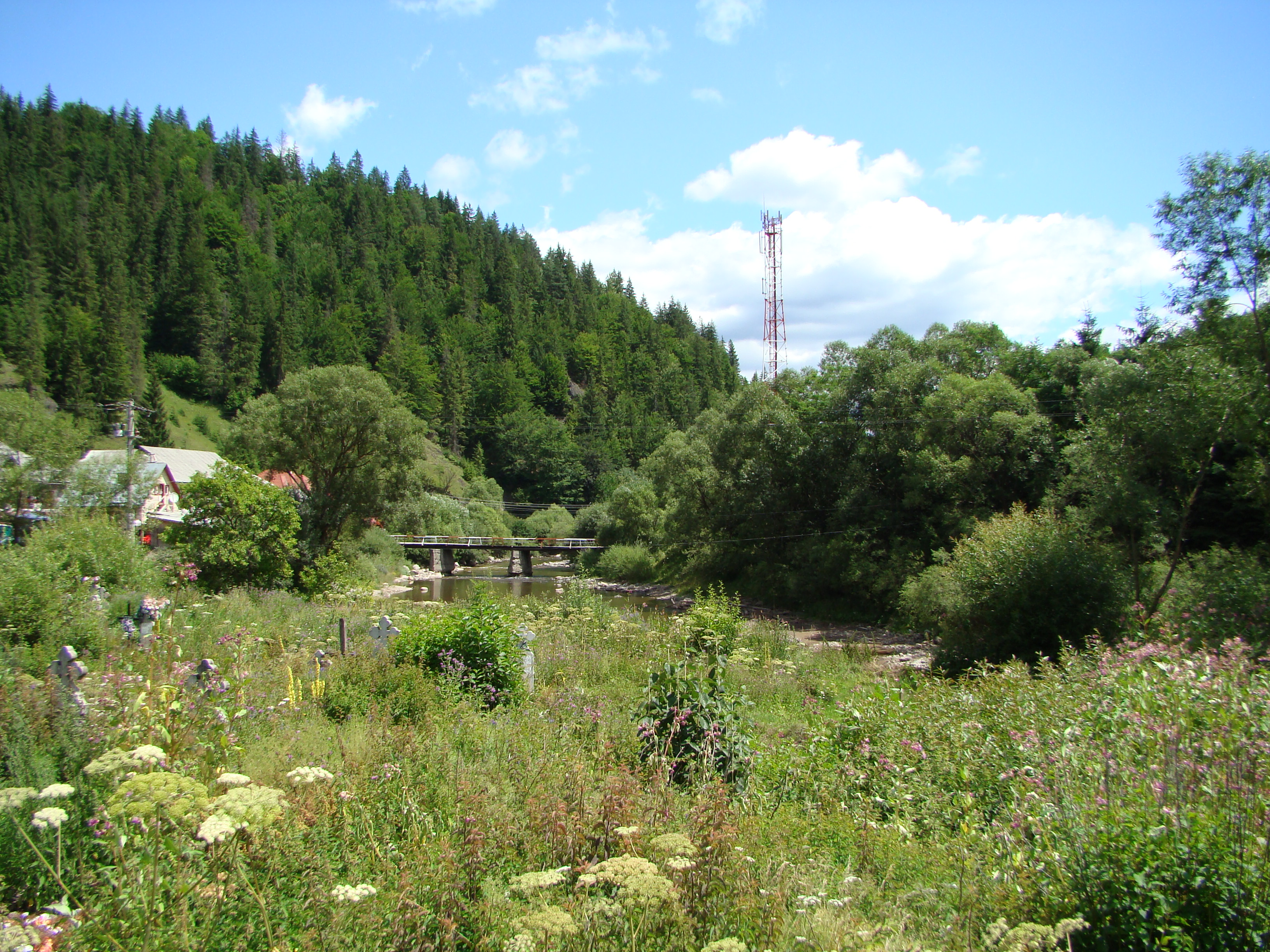
Felsőgirdai táj a patakkal

Felsőgirda nevét 1888-ban említette először oklevél Felső-Girda néven. 1909-ben Felsőgirda, 1909-1919 között Gârda-de-sus, Felsőgirda néven írták.
A hozzá tartozó falvakkal együtt 1932]-ben vált el Szkerisóra és Neagra (Poiana Vadului) községektől és vált önálló vezetéssel rendelkező községgé.

## Nevezetességek
Felsőgirda az Erdélyi-középhegységben túrázók központja, ahonnan a környék számtalan látnivalója érhető el: az Aranyosfői-jégbarlang 6 km, Ionel kapuja 2 km, Ördöngös szoros 0,3 km távolságra található tőle, de elérhető innen Románia legmagasabban fekvő települése, Ocoale[forrás?] is, amely 1270 méter tengerszint feletti magasságban fekszik, valamint a verespataki római aranybányák is.
- 1792-ben épített, 1863-ban felújított Keresztelő Szent János tiszteletének szentelt ortodox fatemploma a romániai műemlékek jegyzékében az AB-II-m-A-00228 sorszámon szerepel.[2]
- Vízimalom